# Uchurei!
Uchurei! (ウチュレイ！?) è una serie anime televisiva a tema fantascientifico-paranormale, prodotto dagli studi Robot e drop, è stata trasmessa per la prima volta in Giappone dal 9 agosto 2009 sino al 18 settembre del medesimo anno.

## Trama
Una sera d'estate, mentre osservano il cielo, Takashi e Miki scorgono una stella cadente. Sorpresi, i due ragazzi scoprono ben presto che la stella altro non era che un alieno. Curando la creatura, apparentemente incosciente, Miki - scettica sulla sua natura aliena - si accorge che non ha battito cardiaco e fa presente a Takashi che l'essere che hanno salvato non è che un "uchurei" ( dall'unione delle parole  fantasma  ( 幽霊 ?,  Yūrei ) e  alieno  ( 宇宙人 ?,  Uchūjin )).
Da quel momento la tranquilla estate di Takashi non sarà più come prima: in compagnia del curioso Uchurei, al ragazzo si presentano strane creature soprannaturali (yōkai, yeti, tsuchinoko...) ed eventi unici si verificano sotto gli occhi increduli della strana coppia come l'incontro con nonno defunto di Takashi, deciso a sconfiggere l'Uchurei nel gioco del kokkuri, o l'incontro di baseball tra creature del paranormale ed un'intera squadra umana di defunti.
Quando viene il momento di tornare, come spirito, a casa, Uchurei, rimpiangendo le avventure vissute sulla Terra, non può che far in modo di convincere l'entità divina che regola il flusso di anime a lasciarlo rimanere sulla Terra, ad "infestare" il pianeta del suo amico Takashi.

## Personaggi
Uchurei
Doppiato da Remi Hayashi
Un alieno schiantatosi accidentalmente sulla Terra, perdendo così la vita. Trovato rifugio a casa di Takashi e, stretto amicizia con il giovane e la sua amica Miki, Uchurei decide di stabilirsi sulla Terra, continuamente affascinato dal pianeta e dai suoi abitanti.
Takashi Fujiyama
Doppiato da Shintarō Asanuma
Un ragazzo qualunque del liceo. Crede negli alieni, ma non riesce tuttavia a trattare con rispetto Uchurei, che, dal canto suo, ama complicare dispettosamente la vita al ragazzo.
Miki Sakakibara
Doppiata da Hiromi Yokozawa
Amica di Takashi. Sebbene si diverta a prendere in giro Takashi, rimproverandogli di essere infantile nel credere ancora agli alieni, lei stessa è convinta dell'esistenza dei fantasmi e di altre creature del paranormale. Nasconde, inoltre, d'avere un debole per il suo migliore amico, Takashi.
Narratore
Doppiato da Takashi Taniguchi

## Episodi
| Nº | Titolo italiano (tradotto) Giapponese 「Kanji」 - Rōmaji                                                                                     | In onda           | In onda |
| Nº | Titolo italiano (tradotto) Giapponese 「Kanji」 - Rōmaji                                                                                     | Giapponese        |         |
| 1  | Il volume "Il fantasma dallo spazio" 「「宇宙人の幽霊」の巻」 - ( uchuu no yuurei ) no maki                                                  | 9 agosto 2009     |         |
| 2  | Il volume "Cos'è quello? Uchurei" 「「なにやつ？ウチュレイ」の巻」 - ( nani yatsu ? uchurei ) no maki                                        | 14 agosto 2009    |         |
| 3  | Il volume "Bon festival! Sfidando il nonno" 「( obon ! tatakau ojii-chan ) no maki」 - 「お盆！戦うお爺ちゃん」の巻                          | 16 agosto 2009    |         |
| 4  | Il volume "La leggenda di Hanako-chan del gabinetto" 「「伝説のトイレの花子さん」の巻」 - ( densetsu no toire no hanako-san ) no maki        | 21 agosto 2009    |         |
| 5  | Il volume "Le forti sferzate degli Sky fish" 「「飛ばし屋スカイフィッシュ」の巻」 - ( tobashiya sukaifisshu ) no maki                        | 23 agosto 2009    |         |
| 6  | Il volume "Salvate la famiglia tsuchinoko" 「「ツチノコ家族を救出せよ！」の巻」 - ( tsuchinoko ichizoku wo kyuushu seyo !) no maki           | 28 agosto 2009    |         |
| 7  | Il volume "Ora combatti! Il guerriero fallito errante" 「「いざ合戦！さまよえる落武者」の巻」 - ( iza kassen ! samayoeru ochimusha ) no maki | 30 agosto 2009    |         |
| 8  | Il volume "Incontra finalmente l'alieno" 「「ついに出会えた宇宙人」の巻」 - ( tsuini deaeta uchuujin ) no maki                               | 4 settembre 2009  |         |
| 9  | Il volume "Il mio animaletto è uno yeti" 「「ワタシのペットは雪男」の巻」 - ( watashi no petto wo yukiotoko ) no maki                        | 6 settembre 2009  |         |
| 10 | La maledizione di Miki e dell'amore per Takashi 「「ミキとタカシ、恋の行方」の巻」 - ( miki to takashi , koi no namegata ) no kan            | 11 settembre 2009 |         |
| 11 | L'ultima partita 「「青春のラストゲーム」の巻」 - ( seishun no rasutogeumu ) no kan                                                          | 13 settembre 2009 |         |
| 12 | Addio, Uchurei 「「さよならウチュレイ」の巻」 - ( sayonara uchurei ) no kan                                                                  | 18 settembre 2009 |         |